# Pontós
Pontós és un municipi de la comarca de l'Alt Empordà.

## Geografia
- Llista de topònims de Pontós (Orografia: muntanyes, serres, collades, indrets..; hidrografia: rius, fonts...; edificis: cases, masies, esglésies, etc).

El seu terme municipal està en la confluència del riu Fluvià amb les rieres de Pontós, Santa Anna i d'Àlguema.
El poble, situat en una petita vall, té cultius de regadiu i secà, i ramaderia. Indústries agropecuàries.

## Història
El jaciment arqueològic del Puig Castellar de Pontós és un dels més fructífers dels últims temps en les terres de l'Empordà. S'hi han trobat importants peces dels segles VI aC i II aC, un poblat ibèric i una vil·la romana.
A Pontós s'hi va lliurar la batalla de Pontós l'11 de juny de 1795, on els espanyols, acompanyats de sometent i miquelets catalans, van derrotar l'exèrcit francès.
Pontós, Romanyà d'Empordà i Borrassà formaven part de la Baronia de Creixell fins a la fi de l'Antic Règim Senyorial, a principis del Segle XIX. El Castell de Pontós, el seu centre, era termenat.
Els termes de Pontós i de Romanyà d'Empordà van configurar el nou ajuntament constitucional de Pontós després de l'abolició del règim senyorial.

## Demografia
| Entitat de població | Habitants (2023) |
| Pontós              | 245              |
| Romanyà d'Empordà   | 36               |
| Font: Idescat       |                  |

| 1497 f | 1515 f | 1553 f | 1717 | 1787 | 1857 | 1877 | 1887 | 1900 | 1910 |
| ------ | ------ | ------ | ---- | ---- | ---- | ---- | ---- | ---- | ---- |
| 38     | 44     | 45     | 226  | 331  | 660  | 551  | 550  | 474  | 621  |

| 1920 | 1930 | 1940 | 1950 | 1960 | 1970 | 1981 | 1990 | 1992 | 1994 |
| ---- | ---- | ---- | ---- | ---- | ---- | ---- | ---- | ---- | ---- |
| 523  | 514  | 443  | 450  | 386  | 323  | 218  | 204  | 189  | 189  |

| 1996 | 1998 | 2000 | 2002 | 2004 | 2006 | 2008 | 2010 | 2012 | 2014 |
| ---- | ---- | ---- | ---- | ---- | ---- | ---- | ---- | ---- | ---- |
| 216  | 211  | 217  | 219  | 212  | 217  | 244  | 242  | 232  | 223  |

| 2016 | 2018 | 2020 | 2022 | 2024 | 2026 | 2028 | 2030 | 2032 | 2034 |
| ---- | ---- | ---- | ---- | ---- | ---- | ---- | ---- | ---- | ---- |
| 234  | 247  | 260  | 274  | 290  | -    | -    | -    | -    | -    |

## Llocs d'interès
- Església de San Martí. Segle XVIII
- Església de Sant Emeteri (Medir) i Sant Celoni. Romànic Segle XII
- Ermita de Santa Anna de Pontós. Segle XVI-XVII
- Santuari de Nostra Senyora de Lorda. En ruïnes
- Jaciment arqueològic del Mas Castellar
- Casa de can calet
- Castell de Pontós
- Torre de l'Àngel
- Can Faras